# Montemonaco
Montemonaco é uma comuna italiana da região das Marcas, província de Ascoli Piceno, com cerca de 682 habitantes. Estende-se por uma área de 67 km², tendo uma densidade populacional de 10 hab./km². Faz divisa com Arquata del Tronto, Castelsantangelo sul Nera (MC), Comunanza, Montefortino (FM), Montegallo, Nórcia (PG).

## Demografia
| Variação demográfica do município entre 1861 e 2011                               |
|                                                                                   |
| Fonte: Istituto Nazionale di Statistica (ISTAT) - Elaboração gráfica da Wikipedia |